# Kraftwerk Betsele
Das Kraftwerk Betsele ist ein Wasserkraftwerk in der Gemeinde Lycksele, Provinz Västerbottens län, Schweden, das am Ume älv liegt. Es ging 1965 in Betrieb. Das Kraftwerk ist im Besitz von Uniper und wird auch von Uniper betrieben. Der Ort Betsele liegt ca. 4 km flussaufwärts, die Stadt Lycksele ca. 4 km flussabwärts vom Kraftwerk.

## Absperrbauwerk
Das Absperrbauwerk ist eine Pfeilerstaumauer mit einer Höhe von 10 m. Die Wehranlage befindet sich ungefähr in der Mitte der Staumauer; das Maschinenhaus liegt auf der rechten Seite.
Das Stauziel liegt zwischen 220,4 und 221,4 m über dem Meeresspiegel. Der Stausee erstreckt sich über eine Fläche von 3 km² und fasst 3 Mio. m³ Wasser.

## Kraftwerk
Das Kraftwerk ging 1965 in Betrieb. Es verfügt mit zwei Kaplan-Turbinen über eine installierte Leistung von 24 (bzw. 25 26 oder 34,94) MW. Die durchschnittliche Jahreserzeugung liegt bei 138 (bzw. 145 oder 155) Mio. kWh.
Die beiden Turbinen wurden von Kværner geliefert. Sie leisten jeweils 17,47 MW; ihre Nenndrehzahl liegt bei 94 Umdrehungen pro Minute. Die Fallhöhe beträgt 9,5 (bzw. 10) m. Der maximale Durchfluss liegt bei 320 m³/s; der minimale Durchfluss beträgt 41 (bzw. 50) m³/s.
Im Jahr 2010 gab der damalige Eigentümer E.ON eine Studie in Auftrag, um das Kraftwerk ggfs. um eine dritte Turbine zu erweitern.